# Beauprea neglecta
Beauprea neglecta är en tvåhjärtbladig växtart som beskrevs av Virot. Beauprea neglecta ingår i släktet Beauprea och familjen Proteaceae. Inga underarter finns listade i Catalogue of Life.